# Altair Engineering
Altair Engineering ist eine Produktdesign- und Entwicklungsgesellschaft mit Fokus auf CAE und Grid Computing. Gegründet wurde  sie von Jim Scapa, George Christ und Mark Kistner 1985 in Troy, Michigan. Dort befindet sich der Firmenhauptsitz, weitere regionale Vertretungen gibt es in Amerika, Europa und Asien.
Altair Engineering entwickelt die CAE-Software-Suite HyperWorks CAE. Unter Altair sind folgende Produkte und Dienstleistungen verfügbar: Product Design (PD), HyperWorks CAE Software (HW), PBS Grid Computing (PBS) und HiQube BI. In Zusammenarbeit mit dem Studio X-Gene und anderen Unternehmen wurde das Elektroauto X-Gene GT Avant entwickelt, das 2011 erstmals vorgestellt wurde.

## Geschichte
Altair wurde 1985 gegründet. 1990 veröffentlichte das Unternehmen die Software HyperMesh. 1994 erhielt Altair die Auszeichnung "Technology of the Year" für das Produkt OptiStruct.
2011 kaufte Altair das Unternehmen ACUSIM Software und dessen Produkt AcuSolve. Es handelt sich dabei um einen CFD-Solver. Im gleichen Jahr wurde BUSolution veröffentlicht.
Im Jahr 2014 wurde EM Software & Systems und deren Niederlassungen in den USA, Deutschland und China übernommen. Altair erweiterte damit sein Portfolio um eine Elektromagnetik-Simulationssoftware. Ende 2019 übernahm Altair die Firma DEM Solutions und integrierte damit die Software EDEM für Diskrete-Elemente-Methoden (DEM) für die Schüttgut-Simulation in ihr Portfolio. Der Umsatz stieg von 532,2 Millionen US-$ (2021) auf 572,2 Millionen US-$ (2022).
Im Oktober 2024 vereinbarte Siemens die Übernahme von Altair Engineering für rund 10 Mrd. US-Dollar (etwa 9,2 Mrd. Euro). Die Übernahme wurde im März 2025 abgeschlossen.